# Hongrie aux Jeux olympiques d'hiver de 2002
La Hongrie participe aux Jeux olympiques d'hiver de 2002 à Salt Lake City.

## Athlètes engagés
La délégation hongroise se compose de vingt-cinq athlètes repartis dans sept disciplines sportives : le ski alpin, le biathlon, le bobsleigh, le ski de fond, le patinage artistique, le patinage de vitesse sur piste courte et le patinage de vitesse.